# Irène Némirovsky
Irène Némirovsky (v ruštině: Ирина Леонидовна Немировская; počeštěně Irena Nemirovská) 24. února 1903, Kyjev – 17. srpna 1942, Osvětim) byla francouzsky píšící spisovatelka rusko-židovského původu.

## Životopis
Narodila se jako dcera židovského bankéře z Oděsy Leonida Borisoviče Němirovského (1868–1932) a Fanny Němirovské (1887–1989). Její výchova byla svěřena dvěma guvernantkám: francouzské a anglické. Francouzština se stala jejím druhým mateřským jazykem. Ovládala také angličtinu a ruštinu. Matka se o ní nikdy nezajímala. Její složitý vztah k matce se stal hlavním tématem mnoha jejich novel. Rodina žila v Kyjevě, kde se jí podařilo přežít pogromy proti židům v roce 1905 a také v roce 1912.
V roce 1914 se rodina přestěhovala do Petrohradu, kde se Leonid stal významným bankéřem. V lednu 1918 utekli před revolucí do Finska. Po krátkém pobytu ve Švédsku se usídlili v Paříži, kde Irena v roce 1919 maturovala. Vysokoškolské vzdělání získala na Sorbonně v oboru srovnávací literatury.
V roce 1926 se provdala za bankéře Michela Epsteina, s nímž měla dvě dcery: Denise a Elisabeth.
Přestože se stala uznávanou francouzsky píšící spisovatelkou, která byla perfektně integrována ve francouzské literární společnosti, nepodařilo se jí získat francouzské občanství. Následkem antisemitských zákonů vlády z Vichy v říjnu 1940 Michel nesměl dále pracovat v bance a Irena měla zakázáno publikovat. Z důvodu většího bezpečí rodina opustila Paříž a přestěhovala se na venkov.
Dne 13. července 1942 byla Irena zatčena francouzskou policií a po krátké internaci v táboře Pithiviers byla deportována do Osvětimi, kde zemřela pravděpodobně na tyfus[nepřesný odkaz] 17. srpna 1942. Michel vyvinul veškeré úsilí, aby ji osvobodil, ale i on byl zatčen a deportován do Osvětimi, kde byl hned po příjezdu poslán do plynové komory. Oběma dcerám se podařilo válku přežít díky obětavosti několika statečných osob. Nejdříve byly ukryté pod falešnou identitou v katolickém internátu a dále na venkově v různých francouzských rodinách. Po osvobozeni bylo o jejich výchovu postaráno díky společné akci Michelovy banky, Irenina nakladatele a Společnosti francouzských spisovatelů.

## Dílo
Svou spisovatelskou dráhu začala v osmnácti letech drobnými novelami. První román Le Malentendu (Nedorozumění) vydala v roce 1926.
V roce 1929 napsala román David Golder, který měl okamžitý úspěch a byl také zfilmován.
I její další román Le Bal (Bál) se stal velmi slavným a byl předlohou k filmu.

## Znovuobjevení
Irena Nemirovská je současně nejvíce známá svým nedokončeným románem Suite Française. Jedná se o dva první díly románu, který jich měl obsahovat pět. Irena v něm popisuje život v okupované Francii mezi 4. červnem 1940 a 1. červencem 1941. Rukopis byl objeven koncem 90. let minulého století a publikován v roce 2004. Dcery Denise a Elisabeth nosily rukopis románu sebou během války, kdy se schovávaly po zatčení rodičů. Během dalších desetiletí se neodvážily do rukopisů podívat, aby nerozjitřily staré rány, protože si myslely, že se jedná o matčin deník.
Román byl přeložen do 38 jazyků a v roce 2014 uveden na filmové plátno.

## Polemika
Irène Némirovsky byla často kritizována za svůj postoj k Židům, které popisuje ve svých dílech většinou negativně.
Bylo jí také vyčteno, že přešla na katolické náboženství a že psala do ultranacionalistického tisku, aby si tím získala popularitu.